# Garrett Mattingly
Garrett Mattingly (Washington D. C., 1900-Oxford, 1962) fue un historiador estadounidense, profesor de la Universidad de Columbia.

## Biografía
Nacido en Washington D. C. el 6 de mayo de 1900,
se doctoró en Harvard. Fue profesor de Historia europea en la Universidad de Columbia. Falleció en Oxford el 18 de diciembre de 1962.
Fue autor de obras como Catherine of Aragon (1941), una biografía de Catalina de Aragón; Renaissance diplomacy (1955) o The Defeat of the Spanish Armada (1959), sobre la «Armada Invencible»; de esta última se publicó en 2004 una traducción de Jorge Argente al castellano titulada La Armada Invencible.